# The Wilde Flowers (album)
The Wilde Flowers è una raccolta di materiale inedito del gruppo rock The Wilde Flowers, pubblicata nel 1994. Rappresenta l'unico album mai pubblicato da questa band, che è nota soprattutto per aver dato origine alla corrente di rock progressivo chiamata Scena di Canterbury. Nell'album sono inclusi anche tre brani di una band correlata, gli Zobe, fondati da Brian Hopper.
Le prime 2000 copie del CD sono uscite in una confezione allegate al libro di memorie di Brian Hopper Tales of Canterbury: The Wilde Flowers Story.
Tra il 1998 e il 1999 verranno pubblicate quattro compilation che contengono registrazioni inedite dei Wilde Flowers, dei suoi membri prima della costituzione della band, e di altre band ad essi correlate:
- Canterburied Sounds - Volume 1 (novembre 1998, Voiceprint 11) (2 brani dei Wilde Flowers)
- Canterburied Sounds - Volume 2 (giugno 1999, Voiceprint 202)
- Canterburied Sounds - Volume 3 (giugno 1999, Voiceprint 203)
- Canterburied Sounds - Volume 4 (novembre 1999, Voiceprint 204) (1 brano dei Wilde Flowers)

## Tracce
1. Impotence (2:10) (H. Hopper, Wyatt)
2. Those Words They Say (2:40) (B. Hopper)
3. Memories (1:35) (H. Hopper)
4. Don't Try To Change Me (2:26) (H. Hopper, Wyatt, Flight)
5. Parchman Farm (2:18) (Booker White)
6. Almost Grown (2:50) (Chuck Berry)
7. She's Gone (2:13) (Ayers)
8. Slow Walkin' Talk (2:26) (B. Hopper)
9. He's Bad For You (2:49) (Wyatt)
10. It's What I Feel (A Certain Kind) (2:19) (H. Hopper)
11. Memories (Instrumental) (2:08) (H. Hopper)
12. Never Leave Me (2:36) (H. Hopper)
13. Time After Time (2:45) (H. Hopper)
14. Just Where I Want (2:10) (H. Hopper)
15. No Game When You Lose (2:53) (H. Hopper)
16. Impotence (1:16) (H. Hopper, Wyatt)
17. Why Do You Care - Zobe - (3:13) (B. Hopper)
18. The Pieman Cometh - Zobe - (3:15) (B. Hopper)
19. Summer Spirit - Zobe - (3:28) (B. Hopper)
20. She Loves To Hurt (3:12) (H. Hopper)
21. The Big Show (4:12) (B. Hopper)
22. Memories (3:03) (H. Hopper)

## Registrazioni
- 16 Mar 1965 (brani 5-6-7-11),  Wout Steenhuis Studio, Broadstairs, Kent, Inghilterra
- estate/autunno 1965 (brani 4-8-9-10], Sellindge, Kent
- primavera 1966 (brani 2-3-12-13-14-15-16), Wout Steenhuis Studio, Broadstairs
- 1968 (brani 17-18-19) - Zobe - Whitstable, Kent
- 6 agosto 1969 (brani 1-20-21-22) Regent Sound Studios, Londra

## Formazione
The Wilde Flowers
- Robert Wyatt: batteria (brani 1, 4÷11, 20-21-22), voce (1, 2, 3, 12÷16, 21, 22), controcanto (6, 10, 20), percussioni (4, 5, 8, 12, 15, 16)[3]
- Hugh Hopper: basso (1÷16, 20÷22)
- Brian Hopper: chitarra (brani 2 ,3 ,4 ,7 ,8 , 10÷16, 21), sax (5, 9 , 21), voce (6),  controcanto (2, 10, 12)
- Kevin Ayers: voce (5, 7), controcanto (6)
- Richard Coughlan: batteria (2, 3, 12÷16)
- Graham Flight: voce (4, 8, 9)
- Richard Sinclair: chitarra (4, 5, 7÷11), voce (10)
- Pye Hastings: chitarra (1, 20), voce (20)
- Mike Ratledge: flauto (21), organo e piano (22)

Zobe
- Brian Hopper: chitarra (brano 17), sax (17, 18), controcanto (18, 19), flauto (19)
- Dave Lawrence: voce, basso (17, 18, 19)
- Bob Gilleson: batteria (17, 18, 19)
- John Lawrence: chitarra, controcanto (17, 18, 19)